# مکوامبا کانجی
مکوامبا کانجی (انگلیسی: Macoumba Kandji؛ زادهٔ ۲ اوت ۱۹۸۵) بازیکن فوتبال اهل سنگال است که در پست مهاجم برای باشگاه فوتبال صنعت نفت آبادان بازی می‌کند.
از باشگاه‌هایی که در آن بازی کرده‌است می‌توان به باشگاه فوتبال نیویورک رد بولز، باشگاه فوتبال کلرادو رپیدز، هیوستون دینامو، باشگاه فوتبال هلسینکی و باشگاه فوتبال الفیصلی عربستان سعودی اشاره کرد.